# My Guide to Becoming a Rock Star
Comment devenir une rock star en treize leçons (My Guide to Becoming a Rock Star) est une série télévisée américaine en treize épisodes de 22 minutes dont seulement cinq épisodes ont été diffusés entre le 14 et le 21 mars 2002 sur The WB. C'est une adaptation de la série britannique Comment devenir une rock star (The Young Person's Guide to Becoming a Rock Star).
Au Québec, la série a été diffusée à partir du 5 octobre 2002 à MusiquePlus. Elle reste inédite dans les autres pays francophones.

## Distribution
- Oliver Hudson (VQ : Martin Watier) : Jace Darnell
- Lauren Hodges : Josephine Delamo
- Kevin Rankin : Doc Pike
- Kris Lemche : Lucas Zank
- Emmanuelle Vaugier : Sarah Nelson
- Brian Dietzen : Owen
- Michael Des Barres : Eric Darnell
- Shannon Tweed : Mom

 Source et légende : version québécoise (VQ) sur Doublage.qc.ca

## Épisodes
1. Pilot
2. The New Drummer
3. Fame
4. The Road Gig
5. Pay to Play
6. Inspiration
7. The Yoko Factor
8. The Session
9. The Competition
10. The Wedding Singers
11. One Night Only
12. The Betrayal
13. The Deal